# Anzji Machatsjkala
Anzji Machatsjkala (Russisch: Футбольный Клуб Анжи Махачкала, Foetbolny Kloeb Anzji Machatsjkala) was een Russische voetbalclub uit Machatsjkala, de hoofdstad van de deelrepubliek Dagestan. In 2011 werd er veel geld in de club gestoken, maar in 2022 verloor Anzji zijn proflicentie.

## Historie

### 1991–2010: Beginjaren, tweemaal promotie naar Premjer-Liga
De club werd in 1991 opgericht en speelde van 1992 tot 1996 in de derde klasse. De club werd in 1999 kampioen in de tweede klasse en promoveerde naar de Russische Premjer-Liga. Daar eindigde de club vierde, net achter Torpedo Moskou en plaatste zich voor de UEFA Cup, waar de club in een enkele wedstrijd verloor van Glasgow Rangers. Door de gevaarlijke situatie in het naburige Tsjetsjenië werd namelijk besloten om deze confrontatie over één wedstrijd op neutraal terrein te spelen, dit geschiedde in Warschau. De club kon dit succes niet voortzetten en eindigde net boven de degradatieplaatsen in 2001. Wel werd dat jaar de bekerfinale gehaald, maar die ging na strafschoppen verloren tegen Lokomotiv Moskou. De club degradeerde in 2002, maar slaagde er in 2009 in om terug te promoveren. In december 2010 overleed verdediger Sjamil Boerzijev bij een auto-ongeval. In het eerste seizoen terug op het hoogste niveau eindigde de club op de elfde plek in de Premjer-Liga.

### 2011–2013: Ambitieus na overname
In 2011 nam de zakenman en politicus Soelejman Kerimov Anzji over. Hij wilde van de club een Europese grootmacht maken. Al snel daarna werden Roberto Carlos, Jucilei, Diego Tardelli en Mbark Boussoufa als aanwinsten gehaald. Een half jaar later werden ook Balázs Dzsudzsák, Joeri Zjirkov en Mehdi Carcela voor grote bedragen aangetrokken. Bovendien werd de van Internazionale gehaalde Samuel Eto'o de best verdienende speler ter wereld. Na het ontslag van Gadji Gadjiev als trainer in september 2011 namen Roberto Carlos als speler-trainer en de assistent-trainer Andrei Gordejev tijdelijk zijn taken over. Later werd Joeri Krasnozhan aangesteld als de nieuwe trainer, maar hij vertrok bij de club wegens een meningsverschil met de directie zonder een wedstrijd geleid te hebben. Vervolgens werd Guus Hiddink in februari 2012 aangesteld als trainer en vice-voorzitter. Onder zijn leiding werd Christopher Samba gehaald en eindigde Anzji op de vijfde plaats in de kampioensronde, goed voor deelname aan de tweede kwalificatieronde van de Europa League in het daaropvolgende seizoen. In de beker was Anzji al in de achtste finales uitgeschakeld door Dinamo Moskou.
Na afloop van het seizoen stopte Roberto Carlos als speler en werd hij de voorzitter van de club. Voor het nieuwe seizoen werd Lassana Diarra gehaald van Real Madrid. In de kwalificatierondes van de Europa League wist Anzji achtereenvolgend Budapest Honvéd, Vitesse en AZ overtuigend uit te schakelen. Anzji overleefde een groep met Liverpool FC, Young Boys en Udinese en schakelde in de knock-outfase ook Hannover 96 uit, maar verloor in de achtste finales van Newcastle United. In januari 2013 werd Willian gehaald van Sjachtar Donetsk. Anzji eindigde op de derde plaats in de Premjer-Liga, wat recht gaf op deelname aan de Europa League in het daaropvolgende seizoen. In de beker schopte Anzji het tot de finale, maar die ging op strafschoppen verloren tegen CSKA Moskou.

### 2013–2015: Grote verkoop, degradatie en promotie
In juli 2013 stapte Hiddink op als trainer bij Anzji en werd hij opgevolgd door René Meulensteen. Echter werd Meulensteen al na zestien dagen ontslagen. Na vier wedstrijden in de Premjer-Liga bleef Anzji steken op slechts één punt. Begin augustus 2013 kwam er plotseling een einde aan het ambitieuze voetbalproject van de oligarch Soelejman Kerimov met Anzji Machatsjkala. Er werd bekendgemaakt dat de begroting flink zou worden ingekrompen, dat er afscheid zou worden genomen van duur betaalde binnenlandse en buitenlandse topspelers en dat er zou worden teruggekeerd naar de Dagestaanse basis. Dit nadat Kerimov in 2,5 jaar tijd bijna een half miljard euro in de club had gestoken. De club verkocht Igor Denisov, Aleksandr Kokorin, die beide nog maar enkele weken bij de club zaten, Dzsudzsák en Zjirkov aan Dinamo Moskou, dat 60 miljoen euro betaalde en Boussoufa vertrok naar Lokomotiv Moskou. Eto'o keerde samen met Willian terug naar Chelsea. Chelsea betaalde 35 miljoen euro voor Willian, Eto'o kwam transfervrij over. In totaal verkocht Anzji die transferperiode voor 136 miljoen euro. Na het sluiten van de transfermarkt bleek dat eigenaar Kerimov door Wit-Russische autoriteiten gezocht werd wegens machtsmisbruik en dat hij op de opsporingslijst van Interpol kwam te staan. In januari 2014 vertrokken ook Lacina Traoré naar AS Monaco en Jucilei naar Al-Jazira.
Het vertrek van de vele spelers had een negatief effect op de binnenlandse resultaten. De eerste competitiezege van het seizoen kon pas in maart gevierd worden. Uiteindelijk degradeerde Anzji een speelronde voor het einde van de competitie uit de Premjer-Liga. In de beker verloor Anzji al in de eerste ronde tegen Spartak Vladikavkaz. In de Europa League wist Anzji nog wel een groep met Tottenham Hotspur, Sheriff Tiraspol en Tromsø IL te overleven en vervolgens KRC Genk uit te schakelen, maar in de achtste finales verloor het van AZ. Na afloop van het seizoen kreeg Anzji van de UEFA een boete wegens het overtreden van de Financial Fair Play-reglementen. Het jaar daarop wist Anzji direct weer te promoveren uit de eerste divisie.

### 2015–2022: Aanhoudende financiële problemen, verlies van proflicentie
In juni 2015 werd Joeri Semin aangesteld als trainer, maar na tien wedstrijden stond Anzji onderaan in de competitie en verliet de trainer Anzji. Onder leiding van Ruslan Agalarov tot het einde van het seizoen wist Anzji zich in de play-offs te handhaven. Voor het nieuwe seizoen was Pavel Vrba de trainer, maar hij vertrok na een half jaar. Eind 2016 werd Osman Kadiev de nieuwe eigenaar. In 2017 wist Anzji zich opnieuw te handhaven op het hoogste niveau, maar in 2018 leek de club toch te degraderen, nadat de play-offs tegen degradatie verloren gingen tegen Jenisej Krasnojarsk. Echter zou Anzji ook in het seizoen 2018/19 op het hoogste niveau spelen, als vervanger van Amkar Perm, dat zich wel handhaafde, maar geen licentie wist te bemachtigen om te spelen op een van de twee hoogste niveaus van het Russische voetbal. In 2019 was degradatie naar het tweede niveau wel een feit, na vijf zeges en zes gelijke spelen in dertig wedstrijden. Echter werd er gevreesd voor faillissement en kon de club geen licentie bemachtigen voor het tweede niveau. Zo kwam Anzji vanaf het seizoen 2019/20 uit op het derde niveau. In juni 2022 maakte de club bekend ook de proflicentie voor het derde niveau verloren te hebben en op te houden te bestaan. Daarbij sprak de club het geloof uit op een dag terug te keren.

## Erelijst
| Competitie                        | Aantal    | Jaren                |
| Nationaal                         | Nationaal | Nationaal            |
| --------------------------------- | --------- | -------------------- |
| Kampioen Russische Eerste Divisie | 2         | 1999, 2009           |
| Kampioen Russische Tweede Divisie | 1         | 1993                 |
| Beker van Rusland                 | 0         | finalist: 2001, 2013 |
| Regionaal                         |           |                      |
| Kampioen Dagestan                 | 1         | 1991                 |

## In Europa
Uitslagen vanuit gezichtspunt Anzji Machatsjkala
| Seizoen | Competitie    | Ronde        | Land                 | Club                 | Totaalscore | 1e W    | 2e W        | PUC  |
| ------- | ------------- | ------------ | -------------------- | -------------------- | ----------- | ------- | ----------- | ---- |
| 2001/02 | UEFA Cup      | 1R           | Vlag van Schotland   | Glasgow Rangers      | 0-1         | 0-1     | < Warschau* | 0.0  |
| 2012/13 | Europa League | 2Q           | Vlag van Hongarije   | Honvéd Budapest      | 5-0         | 1-0 (T) | 4-0 (U)     | 17.0 |
|         |               | 3Q           | Vlag van Nederland   | Vitesse              | 4-0         | 2-0 (T) | 2-0 (U)     | 17.0 |
|         |               | PO           | Vlag van Nederland   | AZ                   | 6-0         | 1-0 (T) | 5-0 (U)     | 17.0 |
|         |               | Groep A      | Vlag van Italië      | Udinese              | 3-1         | 1-1 (U) | 2-0 (T)     | 17.0 |
|         |               | Groep A      | Vlag van Zwitserland | BSC Young Boys       | 3-3         | 2-0 (T) | 1-3 (U)     | 17.0 |
|         |               | Groep A (2e) | Vlag van Engeland    | Liverpool FC         | 1-1         | 0-1 (U) | 1-0 (T)     | 17.0 |
|         |               | 2R           | Vlag van Duitsland   | Hannover 96          | 4-2         | 3-1 (T) | 1-1 (U)     | 17.0 |
|         |               | 1/8          | Vlag van Engeland    | Newcastle United FC  | 0-1         | 0-0 (T) | 0-1 (U)     | 17.0 |
| 2013/14 | Europa League | Groep K      | Vlag van Engeland    | Tottenham Hotspur FC | 1-6         | 0-2 (T) | 1-4 (U)     | 10.0 |
|         |               | Groep K      | Vlag van Moldavië    | FC Sheriff Tiraspol  | 1-1         | 0-0 (U) | 1-1 (T)     | 10.0 |
|         |               | Groep K (2e) | Vlag van Noorwegen   | Tromsø IL            | 2-0         | 1-0 (T) | 1-0 (U)     | 10.0 |
|         |               | 2R           | Vlag van België      | KRC Genk             | 2-0         | 0-0 (T) | 2-0 (U)     | 10.0 |
|         |               | 1/8          | Vlag van Nederland   | AZ                   | 0-1         | 0-1 (U) | 0-0 (T)     | 10.0 |

* Door de gevaarlijke situatie in Tsjetsjenië werd deze confrontatie over één wedstrijd gespeeld in Warschau.
Totaal aantal punten voor UEFA-coëfficiënten:27.0

## Bekende (ex-)spelers
Vladimir Gaboelov 

 Fjodor Smolov 

 Joeri Zjirkov 

 Elvir Rahimić 

 Mehdi Carcela 

 João Carlos 

 Roberto Carlos 

 Diego Tardelli 

 Christopher Samba 

 Lassana Diarra 

 Balázs Dzsudzsák 

 Lacina Traoré 

 Lorenzo Ebecilio 

 Samuel Eto'o 

 Dmitri Bjakov 

 Roman Oezdenov 

 Mbark Boussoufa 

 Willian 